# Elizabeth Patrick
Elizabeth Patrick (* 2. März 1985 in Melbourne) ist eine ehemalige australische Steuerfrau im Rudern. 2005 war sie Weltmeisterin im Achter.

## Karriere
Die 1,55 Meter große und 50 Kilogramm schwere Elizabeth Patrick vom Sportverein der Universität Melbourne nahm 2005 erstmals am Ruder-Weltcup teil. Bei den Weltmeisterschaften 2005 in Gifu steuerte sie den australischen Achter, der die Goldmedaille vor den Rumäninnen und den Niederländerinnen gewann. Im Jahr darauf bei den Weltmeisterschaften 2006 in Eton siegte der Achter aus den Vereinigten Staaten vor den Deutschen, die Australierinnen gewannen die Bronzemedaille. Im Jahr 2007 folgte ein vierter Platz bei den Weltmeisterschaften in München. 2008 qualifizierten sich bei den Olympischen Spielen in Peking der Achter aus den Vereinigten Staaten und die Rumäninnen als Vorlaufsiegerinnen direkt für das Finale. Über den Hoffnungslauf erreichten auch die Kanadierinnen, die Niederländerinnen, die Britinnen und die Australierinnen den Endlauf, die deutschen Ruderinnen schieden aus. Die Medaillen gingen an die Boote aus den Vereinigten Staaten, den Niederlanden und Rumänien, die Kanadierinnen wurden Vierte, wobei diese vier Boote innerhalb von 2,7 Sekunden das Ziel erreichten. 5,7 Sekunden hinter den Kanadierinnen überquerten die Britinnen die Ziellinie, eine halbe Sekunde dahinter belegten die Australierinnen den sechsten Platz.
Nach drei Jahren Pause kehrte Elizabeth Ferris 2012 zurück in den australischen Achter, der sich in der letzten Regatta in Luzern für die Olympischen Spiele in Peking qualifizieren konnte. In Peking erreichten die beiden nordamerikanischen Achter aus den Vereinigten Staaten und aus Kanada aus dem Vorlauf direkt das Finale. Über den Hoffnungslauf zogen Niederländerinnen, Rumäninnen, Australierinnen und Britinnen nach, die Deutschen schieden wie 2008 aus. Die Achter aus den Vereinigten Staaten, Kanada und den Niederlanden auf den Medaillenplätzen hatten 4,5 Sekunden Abstand zu den Rumäninnen, eine Sekunde dahinter erreichten die Britinnen knapp vor den Australierinnen das Ziel. Die Australierinnen belegten also wie vier Jahre zuvor den sechsten Platz. Patrick steuerte auch 2013 bei den Weltmeisterschaften in Chungju den australischen Achter, der den fünften Platz belegte. 2014 bei den Weltmeisterschaften in Amstelveen folgte ein zehnter Rang. Danach endete die internationale Karriere von Elizabeth Patrick.